# Release management

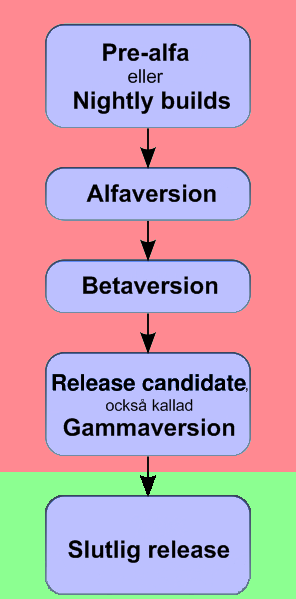
En bild över stegen i programvaruutveckling.

Release management (leveransversionhantering) är inom programutvecklingsmetodik en process för att organisera kravfångst, utveckling, testning, distribution, installation och support av  programversionsutgåvor till annan part. 
En ny leveransversions utvecklingscykel börjar ofta med att problem eller förslag på nya funktioner registreras av användare, supportavdelningen, beställare eller kravfångstansvariga i ett felrapporteringssystem. Om ett förslag godkänns, planeras det in i en ny leveransversion och börjar implementeras. Detta resulterar i en rad versioner, som kan hanteras i ett versionshanteringssystem. Versionerna testas och kraven verifieras av testare i en kvalitetssäkringsfas, först tidiga prototypversioner och större alfaversioner som kan testas systematiskt av ett testteam under en testledare, ofta när programmerarna är lediga (nightly builds). Därefter distribueras betaversioner till frivilliga betatestare bland allmänheten. Efter att problem åtgärdats, parametrar finjusterats, användargränssnitt förtydligats och dokumentation skrivits kan en version till slut väljas som release-kandidat (gammaversion), och efter sista verifiering accepteras för att släppas publikt, det vill säga distribueras och göras tillgänglig för allmänheten. Den når därmed installationsfasen, då den införs på bred front i verkliga system, vilket kan kräva omfattande support. Nya supportfrågor, felrapporter och synpunkter samlas åter igen in, och leder till nya krav på förändringar, och då börjar cykeln åter om.